# Chinua Achebe
Pour les articles homonymes, voir Achebe.
Œuvres principales
- Le monde s'effondre
- Le Malaise

Chinua Achebe (/ˈtʃɪnwɑː əˈtʃɛbeɪ/), né Albert Chinụalụmọgụ Achebe le 16 novembre 1930 et mort le 21 mars 2013, est un romancier, poète et critique nigérian qui est considéré comme une figure centrale de la littérature africaine moderne. Son premier roman et chef-d'œuvre, Tout s'effondre (1958), occupe une place pivotale dans la littérature africaine et reste le roman africain le plus étudié, traduit et lu. Avec Tout s'effondre, Le Malaise (1960) et La flèche de Dieu (1964) complètent la « Trilogie africaine ». Parmi ses romans ultérieurs figurent A Man of the People (en) (1966) et Anthills of the Savannah (en) (1987). Dans l'Occident, Achebe est souvent désigné comme le « père de la littérature africaine », bien qu'il ait vigoureusement rejeté cette caractérisation.
Né à Ogidi (en), dans le protectorat du Nigeria, l'enfance d'Achebe est influencée à la fois par la culture traditionnelle Igbo et le christianisme postcolonial. Il excelle à l'école et fréquente ce qui est maintenant l'Université d'Ibadan, où il devient vivement critique de la manière dont la littérature occidentale dépeint l'Afrique. En déménageant à Lagos après l'obtention de son diplôme, il travaille pour le Service de radiodiffusion du Nigerian Broadcasting Service (en) (NBS) et attire l'attention internationale avec son roman de 1958, Tout s'effondre. En moins de 10 ans, il publiera quatre autres romans chez l'éditeur Heinemann, avec qui il lance la African Writers Series et stimule les carrières d'écrivains africains tels que Ngugi wa Thiong'o et Flora Nwapa.
Achebe cherche à échapper à la perspective coloniale qui encadrait la littérature africaine à l'époque, et puise dans les traditions du peuple igbo, les influences chrétiennes et le choc des valeurs occidentales et africaines pour créer une voix africaine unique. Il écrit en anglais et défend son utilisation, la décrivant comme un moyen de toucher un large public, en particulier les lecteurs des nations coloniales. En 1975, il donne une conférence controversée, An Image of Africa: Racism in Conrad's Heart of Darkness (en), qui marque un tournant dans le discours postcolonial. Publié dans The Massachusetts Review (en), il critique Albert Schweitzer et Joseph Conrad, qu'Achebe décrit comme « un raciste pur et simple ». Lorsque la région du Biafra se sépare du Nigeria en 1967, Achebe soutient l'indépendance du Biafra et agit en tant qu'ambassadeur pour le peuple du mouvement. La Guerre du Biafra qui s'ensuit ravage la population, et il en appelle aux peuples européens et américains pour obtenir de l'aide. Lorsque le gouvernement nigérian reprend la région en 1970, il s'implique dans des partis politiques mais devient rapidement désillusionné par sa frustration face à la corruption continue et à l'élitisme qu'il constate. Il vit aux États-Unis pendant plusieurs années dans les années 1970, et retourne aux États-Unis en 1990 après un accident de voiture qui le laisse partiellement paralysé. Il reste aux États-Unis pendant dix-neuf ans en tant que professeur de langues et de littérature au Bard College.
Lauréat du prix international Booker en 2007, puis de 2009 jusqu'à sa mort, il est professeur d'études africaines à l'Université Brown. L'œuvre d'Achebe a été largement analysée et un vaste corpus de travaux universitaires la concernant a émergé. Outre ses romans fondamentaux, l'œuvre d'Achebe comprend de nombreuses nouvelles, de la poésie, des essais et des livres pour enfants. Chef igbo titré lui-même, son style s'appuie largement sur la tradition orale, et combine une narration directe avec des représentations d'histoires populaires, de proverbes et d'oratoire. Parmi les nombreux thèmes abordés par ses œuvres figurent la culture et le colonialisme, la masculinité et la féminité, la politique et l'histoire. Son héritage est célébré chaque année lors du festival littéraire Chinua Achebe (en).

## Biographie

### Jeunesse et contexte (1930-1947)

Carte des groupes linguistiques du Nigeria. La patrie d'Achebe, l'Igboland (écrite archaïquement Ibo), se situe au centre-sud.

Chinua Achebe naît le 16 novembre 1930 et est baptisé Albert Chinụalụmọgụ Achebe,. Cinquième de six enfants, son père, Isaiah Okafo Achebe, est enseignant et évangéliste, tandis que sa mère, Janet Anaenechi Iloegbunam, est la fille d'un forgeron d'Awka, une leader parmi les femmes de l'église et une agricultrice de légumes,. Son lieu de naissance est l'église Saint Simon, à Nneobi, près du village Igbo d'Ogidi (en) ; la région fait alors partie de la colonie britannique du Nigeria. Isaiah est le neveu d'Udoh Osinyi, un chef à Ogidi avec une « réputation de tolérance » ; orphelin alors qu'il est encore jeune homme, Isaiah est l'un des premiers convertis d'Ogidi au christianisme. Tant Isaiah que Janet se situent à la croisée de la culture traditionnelle et de l'influence chrétienne, ce qui a un impact significatif sur les enfants, surtout Chinua. Ses parents se convertissent à la Church Mission Society (CMS) protestante au Nigeria. En conséquence, Isaiah cesse de pratiquer l'Odinani, les pratiques religieuses de ses ancêtres, mais continue de respecter ses traditions. La famille Achebe a cinq autres enfants, dont les noms sont une fusion de mots traditionnels liés à leur nouvelle religion : Frank Okwuofu, John Chukwuemeka Ifeanyichukwu, Zinobia Uzoma, Augustine Ndubisi et Grace Nwanneka. Après la naissance de la plus jeune fille, la famille déménage dans la ville ancestrale d'Isaiah Achebe, Ogidi, dans ce qui est maintenant l'État d'Anambra.
La narration est un pilier de la tradition Igbo et une partie intégrante de la communauté. La mère d'Achebe et sa sœur Zinobia lui racontent de nombreuses histoires lorsqu'il est enfant. Son éducation est enrichie par les collages que son père accroche aux murs de leur maison, ainsi que par des almanachs et de nombreux livres, dont une adaptation en prose du Songe d'une nuit d'été de Shakespeare et une version igbo du Voyage du pèlerin de John Bunyan. Achebe participe aux événements traditionnels du village, comme les fréquentes cérémonies masquées, qu'il représentera plus tard dans ses romans.
En 1936, Achebe entre à l'école centrale St Philips dans la région d'Akpakaogwe à Ogidi pour son éducation primaire,. Malgré ses protestations, il passe une semaine dans la classe religieuse pour les jeunes enfants, mais est rapidement transféré dans une classe supérieure lorsque le chapelain de l'école remarque son intelligence. Un enseignant le décrit comme l'élève ayant la meilleure écriture et les meilleures compétences en lecture de sa classe. Achebe poursuit ses études secondaires au Government College Umuahia, dans l'État d'Abia au Nigeria. Il fréquente l'école du dimanche chaque semaine et les services spéciaux tenus chaque mois. Une controverse éclate lors d'une de ces séances, lorsque des apostats de la nouvelle église contestent le catéchiste sur les principes du christianisme,. Achebe s'inscrit à l'école centrale de Nekede, en dehors d'Owerri, en 1942 ; il est particulièrement studieux et réussit les examens d'entrée pour deux collèges.

### Université (1948-1953)

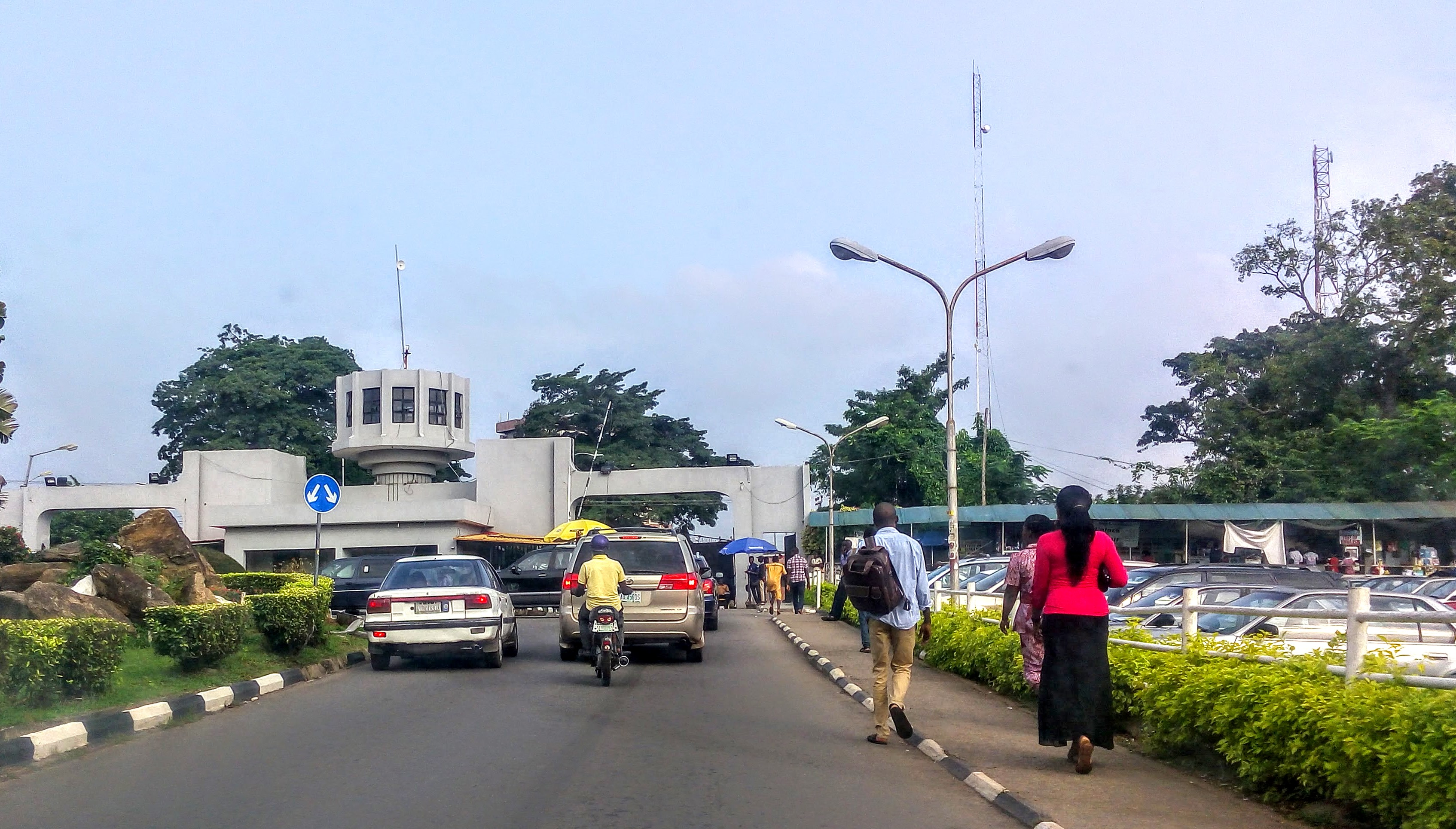
La porte de l'Université d'Ibadan, 2016

En 1948, la première université du Nigeria ouvre ses portes. Connue sous le nom de University College (aujourd'hui l'Université d'Ibadan), elle est associée à l'Université de Londres. Achebe est admis comme premier étudiant de l'université et reçoit une bourse pour étudier la médecine. Au cours de ses études, Achebe devient critique de la littérature occidentale sur l'Afrique, en particulier Au cœur des ténèbres de Joseph Conrad. Il décide de devenir écrivain après avoir lu Mister Johnson de Joyce Cary en raison de la représentation des personnages nigérians du livre comme des sauvages ou des bouffons. Achebe reconnaît son aversion pour le protagoniste africain comme un signe de l'ignorance culturelle de l'auteur. Il abandonne la médecine pour étudier l'anglais, l'histoire et la théologie, un changement qui lui fait perdre sa bourse et nécessite des frais de scolarité supplémentaires. Pour compenser, le gouvernement lui accorde une bourse, et sa famille fait un don d'argent - son frère aîné Augustine renonce à de l'argent pour un voyage chez lui depuis son poste de fonctionnaire afin qu'Achebe puisse continuer ses études.
Les débuts d'Achebe en tant qu'auteur remontent à 1950 lorsqu'il écrit un article pour le University Herald, le magazine de l'université. Il utilise l'ironie et l'humour pour valoriser la vigueur intellectuelle de ses camarades de classe. Il continue avec d'autres essais et lettres sur la philosophie et la liberté académique, certains étant publiés dans un autre magazine du campus appelé The Bug. Il est rédacteur en chef du Herald au cours de l'année scolaire 1951-1952. Il écrit sa première nouvelle cette année-là, In a Village Church (1951), un regard amusant sur la synthèse igbo entre la vie dans la Nigeria rurale avec les institutions et les icônes chrétiennes. D'autres nouvelles qu'il écrit pendant son séjour à Ibadan, y compris The Old Order in Conflicht with the New (1952) et Dead Men's Path (1953), examinent les conflits entre tradition et modernité, avec un regard vers le dialogue et la compréhension des deux côtés,. Lorsque le professeur Geoffrey Parrinder arrive à l'université pour enseigner la religion comparée, Achebe commence à explorer les domaines de l'histoire chrétienne et des religions traditionnelles africaines.
Après les examens finaux à Ibadan en 1953, Achebe obtient un diplôme de deuxième classe. Perturbé de ne pas recevoir le niveau le plus élevé, il ne sait pas comment procéder après l'obtention de son diplôme et retourne dans sa ville natale d'Ogidi. En réfléchissant aux différentes voies de carrière possibles, Achebe est convaincu de postuler pour un poste d'enseignant d'anglais à l'école Merchants of Light à oba. C'est une institution avec une infrastructure délabrée construite sur ce que les habitants appellent "mauvaise brousse" - une section de terre considérée comme contaminée par des esprits hostiles.

### Enseignant (1953-1956)

Lagos, Nigéria, photographié en 1962

En tant qu'enseignant, il encourage ses élèves à lire abondamment et à être originaux dans leur travail. Il enseigne à oba pendant quatre mois. Il quitte l'institution en 1954 et déménage à Lagos pour travailler pour le Nigerian Broadcasting Service (NBS), un Réseau de radiodiffusion lancé en 1933 par le gouvernement colonial. Il est affecté au département des entretiens pour préparer les scripts. Cela l'aide à maîtriser les subtilités entre la langue écrite et parlée, une compétence qui lui sera utile plus tard pour écrire des dialogues réalistes.
La conurbation de Lagos lui fait une forte impression par sa mixité qui lui offre une variété d'activité sociale et politique. Il commence à travailler sur un roman. Très peu de fiction africaine sont alors écrites en anglais, même si L'Ivrogne dans la  brousse d'Amos Tutuola et People of the City de Cyprian Ekwensi constituent des exceptions notables. Une visite au Nigeria d'Élisabeth II en 1956 met en lumière les questions de colonialisme et de politique et est un moment important pour Achebe.
En 1956, Achebe est sélectionné pour assister à l'école de formation du personnel de la BBC. Son premier voyage à l'extérieur du Nigeria représente une opportunité de perfectionner ses compétences en production technique et de solliciter des commentaires sur son roman. À Londres, il rencontre le romancier Gilbert Phelps, à qui il offre le manuscrit. Phelps répond avec beaucoup d'enthousiasme, demandant à Achebe s'il peut le montrer  à ses éditeurs. Achebe décline, insistant sur le fait qu'il a besoin de plus de travail.

### Vie privée
Achebe se marie le 10 septembre 1961 avec Christie Chinwé Okolie, dans la Chapelle de la Résurrection sur le campus de l'Université d'Ibadan. Leur premier enfant, une fille nommée Chinelo, naît le 11 juillet 1962. Ils ont un fils, Ikechukwu, le 3 décembre 1964, et un autre garçon, Chidi, le 24 mai 1967. Leur dernier enfant, une fille, nommée Nwando Achebe, est née le 7 mars 1970. Lorsque les enfants commencent à fréquenter l'école à Lagos, leurs parents s'inquiète de la vision raciale du monde exprimée à l'école à travers les enseignants majoritairement blancs et les livres qui présentent une vision préjudiciable de la vie africaine. En 1966, Achebe publie son premier livre pour enfants, Chike and the River, pour répondre à certaines de ces préoccupations.
Il fait partie du Mbari Club, un centre d’activités culturelles composé d’écrivains, d’artistes et de musiciens africains, qu'il aide à fonder et dont il donne le nom, s'inspirant de l'art Mbari.

### Guerre du Biafra (1967-1970)

Carte de la sécession du Biafra en juin 1967 qui a provoqué la guerre du Biafra qui a suivi.

En mai 1967, la région sud-est du Nigeria se sépare pour former la République du Biafra ; en juillet, l'armée nigériane attaque pour réprimer ce qu'elle considère comme une rébellion illégale. La famille Achebe échappe de peu au désastre à plusieurs reprises pendant la guerre, notamment un bombardement de leur maison. Achebe soutient le parti sécessionniste du colonel Odumegwu Emeka Ojukwu.
Alors que la guerre s'intensifie, la famille Achebe est contrainte de quitter Enugu pour la capitale du Biafra, Aba. Convaincu du bienfondé du Biafra, il accepte une demande de poste d'ambassadeur étranger, refusant une invitation du programme d'études africaines de l'Université Northwestern aux États-Unis,,. Dans son rôle d'ambassadeur, Achebe se rend dans des villes européennes et nord-américaines pour promouvoir la cause du Biafra.
Les conditions au Biafra s'aggravent à mesure que la guerre se poursuit. En septembre 1968, la ville d'Aba tombe aux mains de l'armée nigériane et Achebe déménage de nouveau avec sa famille, cette fois à Umuahia, où le gouvernement du Biafra s'installe. Il est choisi pour présider le nouveau Comité national d'orientation, chargé de rédiger des principes et des idées pour l'après-guerre. En octobre 1969, Achebe rejoint les écrivains Cyprian Ekwensi et Gabriel Okara pour une tournée aux États-Unis afin de sensibiliser à la situation désastreuse au Biafra. Ils visitent trente campus universitaires et mènent de nombreux entretiens. Bien que le groupe ait été bien accueilli par les étudiants et les professeurs, Achebe est choqué par l'attitude raciste qu'il observe aux États-Unis.
Le début des années 1970 marque la fin de l’État du Biafra. Le 12 janvier, l'armée se rend et Achebe retourne avec sa famille à Ogidi, où leur maison est détruite. Il accepte un emploi à l’Université du Nigeria à Nsukka et s’est à nouveau plongé dans le monde universitaire. Il ne peut pas accepter d'invitations dans d'autres pays, car le gouvernement nigérian lui révoque son passeport en raison de son soutien au Biafra.

### Parcours universitaire d'après-guerre (1971-1975)

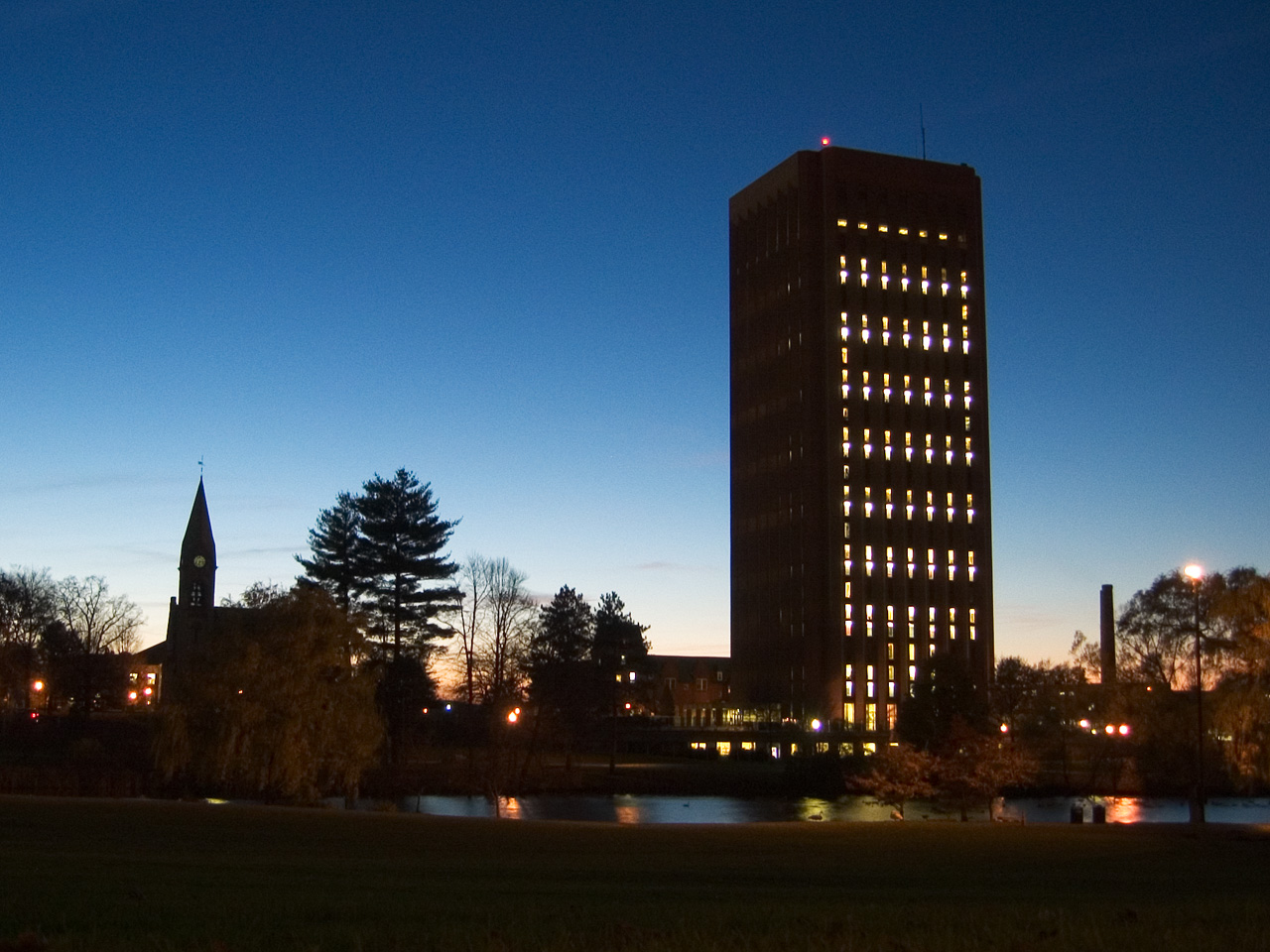
L'Université du Massachusetts Amherst la nuit

Après la guerre, Achebe aide à lancer deux magazines en 1971 : la revue littéraire Okike, sur l'art, la fiction et la poésie ; et Nsukkascope, une publication interne de l'université,. Achebe et le comité de l'Okike établissent ensuite un autre magazine culturel, Uwa Ndi Igbo, pour mettre en valeur les récits indigènes et les traditions orales de la communauté Igbo. Achebe confie la direction d'Okike à Onuora Osmond Enekwe, qui est ensuite assisté par Amechi Akwanya. En février 1972, Chinua Achebe publie Girls at War, un recueil de nouvelles allant de ses années d'étudiant à la récente effusion de sang. C'est le 100e livre de la collection africaine des éditions Heinemann.
En septembre 1972, l'Université du Massachusetts à Amherst offre à Achebe une chaire de professeur, et la famille déménage aux États-Unis.

### Retraite et politique (1976-1986)
Après son service à l'UMass Amherst et une chaire invitée à l'Université du Connecticut, Achebe retourne à l'Université du Nigeria en 1976, où il occupe une chaire d'anglais jusqu'à sa retraite en 1981. À son retour à l'Université du Nigéria, il espère atteindre trois objectifs : terminer le roman qu'il est en train d'écrire, renouveler la publication d'Okike et approfondir son étude de la culture Igbo. En octobre 1979, Achebe reçoit le tout premier Prix national du mérite nigérian.
Après sa retraite en 1981, il consacre plus de temps à l'édition d'Okike et devient actif au sein du Parti de la rédemption du peuple (PRP). En 1983, il devient vice-président national adjoint du parti. Il publie un livre intitulé The Trouble with Nigeria pour coïncider avec les prochaines élections. Après les élections, il s'engage dans une vive dispute avec Sabo Bakin Zuwo, le gouverneur nouvellement élu de l'État de Kano. Il quitte le PRP et garde ses distances avec les partis politiques, exprimant sa tristesse face à sa perception de la malhonnêteté et de la faiblesse des personnes impliquées.
Il passe la majeure partie des années 1980 à prononcer des discours, à assister à des conférences et à travailler sur son sixième roman. En 1986, il est élu président général de l'Union de la ville d'Ogidi ; il accepte à contrecœur et commence un mandat de trois ans. La même année, il quitte son poste de rédacteur en chef d'Okike.

### Dernières années
Le 22 mars 1990, Achebe se rend à Lagos en voiture lorsqu'un essieu se brise et que la voiture se renverse. Son fils Ikechukwu et le conducteur sont légèrement blessés, mais le poids du véhicule écrase la colonne vertébrale d'Achebe. Il est transporté par avion à l'hôpital Paddocks dans le Buckinghamshire, en Angleterre, et soigné pour ses blessures. En juillet, les médecins annoncent qu'il restera paralysé de la taille aux pieds et qu'il devrait utiliser un fauteuil roulant pour le reste de sa vie. Peu de temps après, Achebe devient professeur de langues et de littérature au Bard College d'Annandale-on-Hudson, New York ; il occupe ce poste pendant plus de quinze ans. Tout au long des années 1990, Achebe passe peu de temps au Nigeria mais reste activement impliqué dans la politique du pays, dénonçant l'usurpation du pouvoir par le général Sani Abacha.

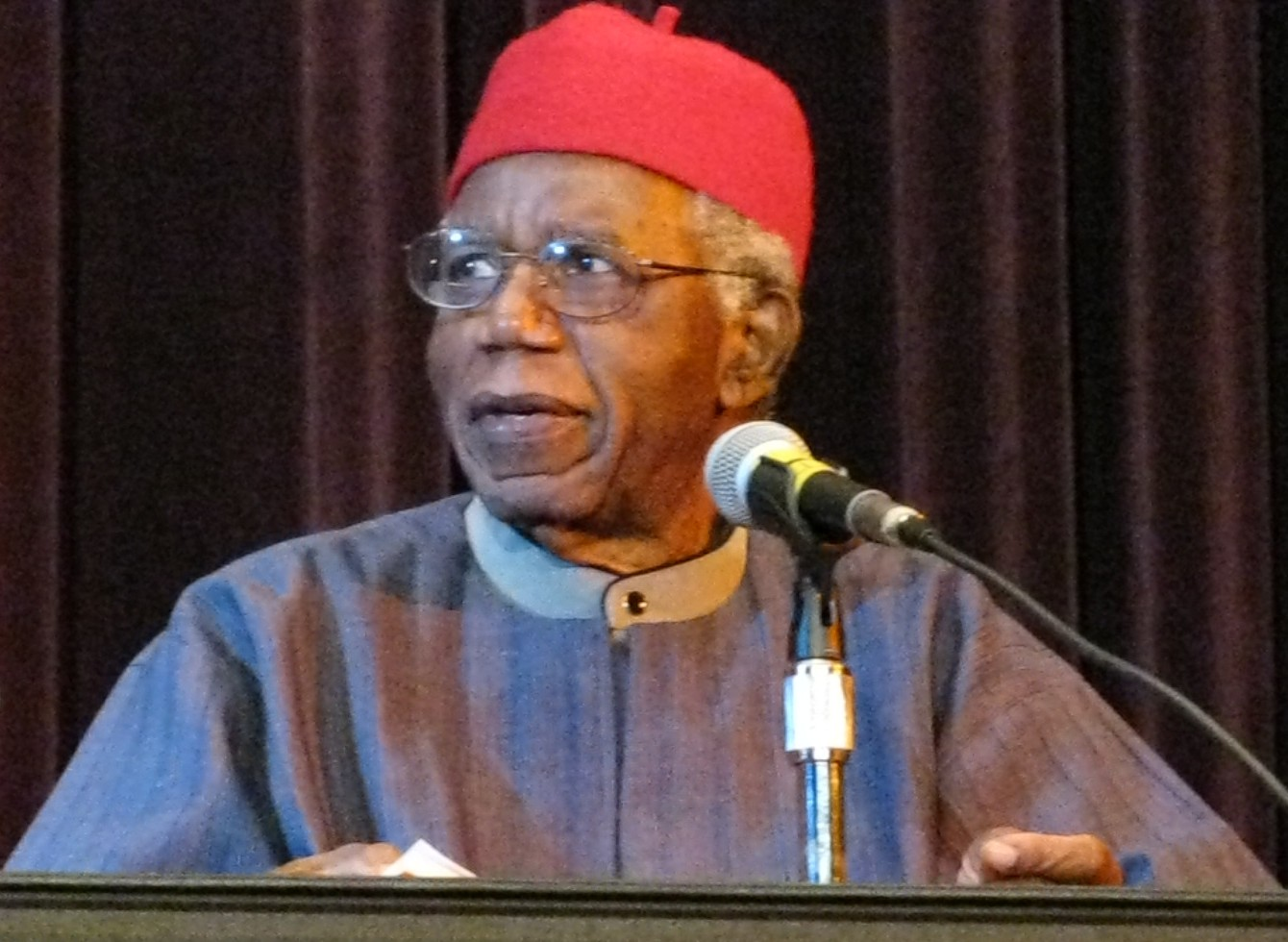
Achebe s'exprimant à Asbury Hall, Buffalo, en 2008

En 2000, Achebe publie Home and Exile, un recueil semi-biographique de ses réflexions sur la vie loin du Nigeria, ainsi qu'une discussion sur l'école émergente de littérature amérindienne,. En octobre 2005, le Financial Times de Londres rapporte qu'Achebe prévoit d'écrire une nouvelle pour la Canongate Myth Series, une série de courts romans dans lesquels d'anciens mythes provenant d'une myriade de cultures sont réinventés et réécrits par des auteurs contemporains .
Achebe reçoit le Prix international Booker en juin 2007. Le prix contribue à corriger ce que beaucoup perçoivent comme une grande injustice envers la littérature africaine. Pour le Festival international de la culture Igbo, Achebe est brièvement retourné au Nigeria pour donner la conférence Ahajioku. Plus tard cette année-là, il publie The Education of A British-Protected Child, un recueil d'essais. À l’automne, il rejoint la faculté de l'Université Brown en tant que professeur d’études africaines à l’Université David et Marianna Fisher. En 2010, Achebe a reçu le prix Dorothy et Lillian Gish pour 300 000 $, l'un des prix les plus riches dans le domaine des arts.
Achebe est décédé des suites d'une courte maladie le 21 mars 2013 à Boston, aux États-Unis,. Il est enterré dans sa ville natale d'Ogidi.

## Œuvres

### Tout s'effondre(1957-1960)

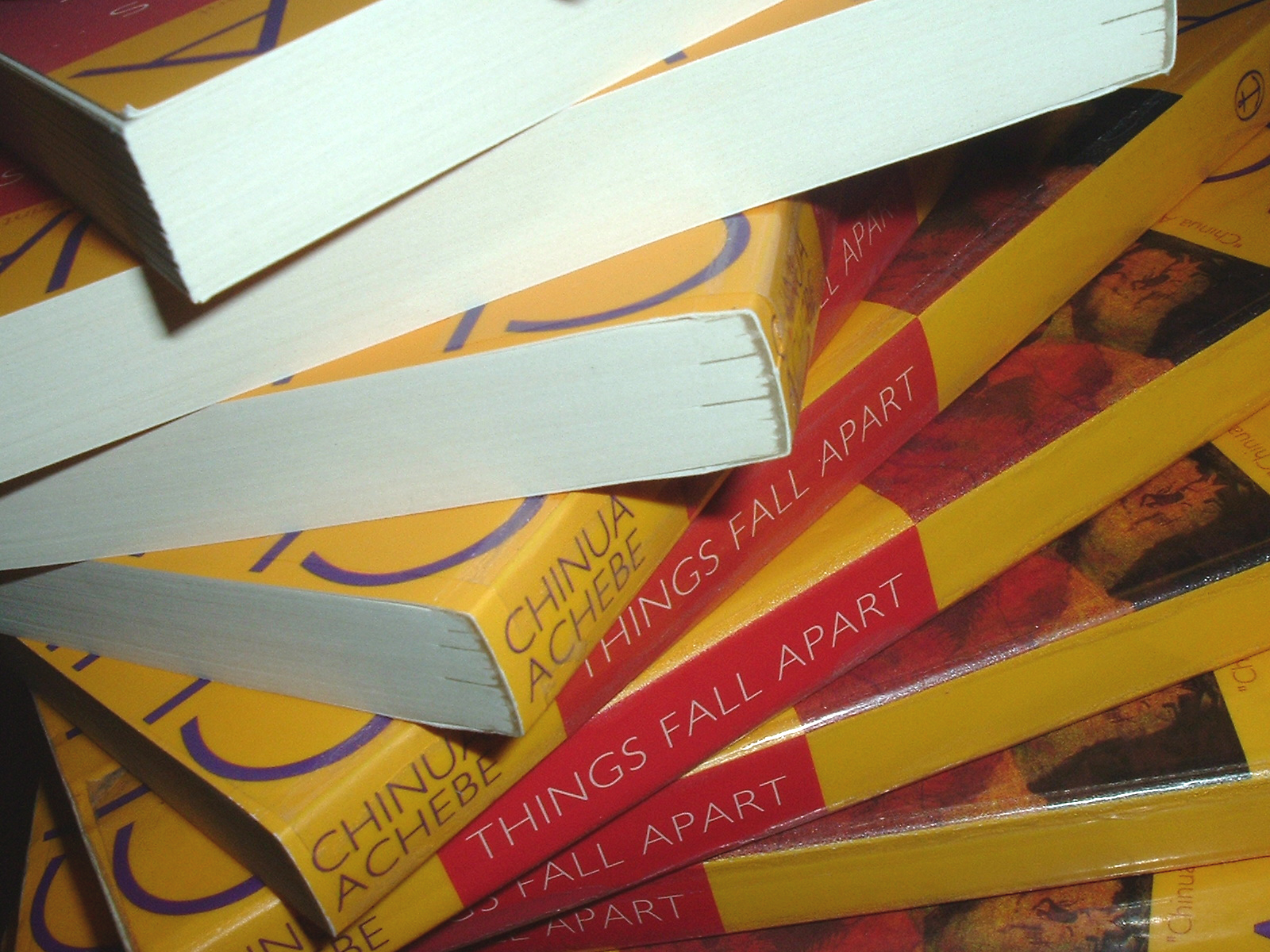
Une pile en spirale de l'édition Vintage Books de 1994 de Tout s'effondre

De retour au Nigeria, Achebe se met au travail pour réviser et éditer son roman ; il lui donne pour titre Things Fall Apart (Tout s'effondre), d'après un vers du poème The Second Coming de William Butler Yeats. Il supprime les deuxième et troisième parties du livre, ne laissant que l'histoire d'un cultivateur d'igname nommé Okonkwo qui vit pendant la colonisation du Nigeria et lutte avec l'héritage de dette de son père,. Il ajoute des sections, améliore divers chapitres et restructure la prose.
En 1957, il envoie son unique exemplaire manuscrit à un service de dactylographie à Londres qu'il avait repéré dans The Spectator. Il ne reçoit pas de réponse du service de dactylographie, alors il demande à son patron à la NBS, Angela Beattie, de visiter la société lors de ses voyages à Londres. Elle le fait, et demande avec colère pourquoi le manuscrit est laissé ignoré dans un coin du bureau. La société envoie rapidement une copie dactylographiée à Achebe. L'intervention de Beattie est cruciale pour sa capacité à continuer en tant qu'écrivain. L'année suivante, Achebe envoie son roman à l'agent recommandé par Gilbert Phelps à Londres ,. Il est envoyé à plusieurs maisons d'édition ; certaines le rejettent immédiatement, affirmant que la fiction des écrivains africains n'a pas de potentiel de marché. Les dirigeants de Heinemann lisent le manuscrit et hésitent dans leur décision de publier le livre. Un conseiller éducatif, Donald MacRae, lit le livre et rapporte à la société que : « c'est le meilleur roman que j'ai lu depuis la guerre » . Heinemann publie 2 000 exemplaires reliés le 17 juin 1958,.
Le livre est bien accueilli par la presse britannique, et reçoit des critiques positives du critique Walter Allen et du romancier Angus Wilson. La réception initiale au Nigeria est mitigée. Il est accueilli avec scepticisme et ridicule. Le corps enseignant de l'Université d'Ibadan s'amuse à l'idée qu'un roman valable ait été écrit par un ancien élève.
Quand Things Fall Apart est publié en 1958, Achebe est promu à la NBS et chargé de la couverture de la région de l'Est du réseau. La même année, Achebe commence à sortir avec Christiana Chinwe (Christie) Okoli, une femme qui a grandi dans la région et a rejoint le personnel de la NBS lorsqu'il est arrivé.

### Le Malaiseet voyages (1960-1961)
En 1960, Achebe publie No Longer at Ease (Le Malaise), un roman sur un fonctionnaire nommé Obi, petit-fils du personnage principal de Things Fall Apart, qui est impliqué dans la corruption de Lagos. Obi subit les mêmes tourments que beaucoup de jeunes Nigérians de son époque ; le choc entre la culture traditionnelle de son clan, de sa famille et de son village d'origine et son emploi gouvernemental et la société moderne,. Plus tard cette année-là, Achebe reçoit une bourse Rockefeller pour six mois de voyage, qu'il qualifie de « premier avantage important de ma carrière d'écrivain ».
Achebe utilise la bourse pour parcourir l'Afrique de l'Est. Il se rend d'abord au Kenya, où il doit remplir un formulaire d'immigration en cochant une case indiquant son appartenance ethnique : Européen, Asiatique, Arabe ou Autre. Choqué et consterné d'être contraint à une identité "Autre", il trouve la situation "presque drôle" et prend un formulaire supplémentaire comme souvenir. Continuant vers le Tanganyika et Zanzibar (aujourd'hui réunis en Tanzanie),il est frustré par l'attitude paternaliste qu'il observe chez les commis d'hôtel non africains et les élites sociales. Achebe découvre lors de ses voyages que le swahili gagnait en importance en tant que langue africaine majeure. Des émissions de radio étaient diffusées en swahili, et son utilisation était répandue dans les pays qu'il visitait. Néanmoins, il constate une "apathie" parmi les gens à l'égard de la littérature écrite en swahili. Il rencontre le poète Sheikh Shaaban Robert, qui se plaint de la difficulté qu'il a rencontrée pour publier ses œuvres en swahili. En Rhodésie du Nord (aujourd'hui Zambie), Achebe se retrouve assis dans une section réservée aux Blancs dans un bus pour les chutes Victoria.
Deux ans plus tard, Achebe se rend aux États-Unis et au Brésil dans le cadre d'une bourse d'artistes créatifs décernée par l'UNESCO. Il rencontre un certain nombre d'écrivains américains, dont les romanciers Ralph Ellison et Arthur Miller. Au Brésil, il discute des complications de l'écriture en portugais avec d'autres auteurs. Achebe s'inquiète que la littérature dynamique du pays soit perdue si elle n'est pas traduite dans une langue plus largement parlée.

### Voice of NigeriaetAfrican Writers Series(1961-1964)

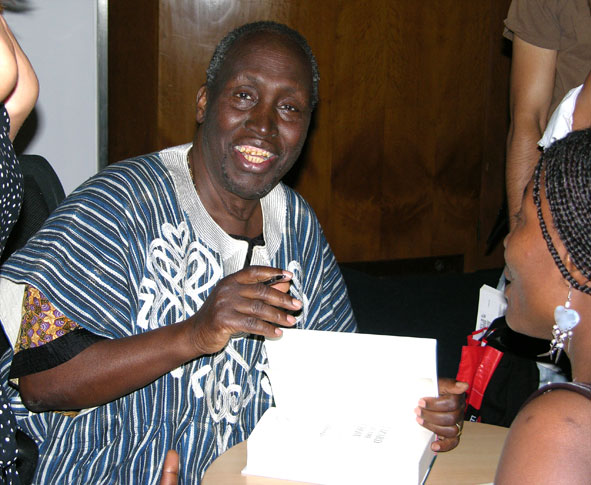
Achebe sélectionne le roman Enfant, ne pleure pas de Ngũgĩ wa Thiong'o (photo) comme l'un des premiers titres de l'African Writers Series de Heinemann.

À son retour au Nigeria en 1961, Achebe est promu à la NBS au poste de directeur de la radiodiffusion externe. Une de ses principales fonctions est d'aider à créer le réseau Voice of Nigeria (VON), qui diffuse sa première transmission le jour de l'an 1962. Le VON a du mal à maintenir sa neutralité lorsque le Premier ministre nigérian Abubakar Tafawa Balewa déclare l'état d'urgence dans la région de l'Ouest, en réponse à une série de conflits entre des responsables de différents partis. Achebe est particulièrement attristé par les preuves de corruption et de répression de l'opposition politique. La même année, il assiste à une conférence exécutive des écrivains africains en anglais au Makerere University College de Kampala, en Ouganda. Il rencontre des personnalités littéraires dont le poète ghanéen Kofi Awoonor, le dramaturge et romancier nigérian Wole Soyinka et le poète américain Langston Hughes. Parmi les sujets de discussion figure une tentative de déterminer si la littérature africaine devrait inclure les œuvres de la diaspora, ou uniquement celles écrites par des personnes vivant sur le continent lui-même. Achebe indique que ce n'est pas une « question très importante »  et que les universitaires feraient bien d'attendre qu'un corpus suffisamment important soit disponible pour juger. Écrivant sur la conférence dans plusieurs revues, Achebe la présente comme une étape importante pour la littérature de l'Afrique, soulignant l'importance de la communauté parmi les voix isolées sur le continent et au-delà.
Alors qu'il est au Makerere, Achebe est invité à lire un roman écrit par un étudiant nommé James Ngugi (plus tard connu sous le nom de Ngũgĩ wa Thiong'o) intitulé Enfant, ne pleure pas. Impressionné, il l'envoie à Alan Hill chez Heinemann, qui le publie deux ans plus tard pour coïncider avec sa série de livres de poche d'écrivains africains. Achebe recommande également des œuvres de Flora Nwapa. Achebe devient le rédacteur en chef de la African Writers Series, une collection de littérature postcoloniale d'écrivains africains. À mesure que ces œuvres deviennent plus largement disponibles, les critiques et les essais sur la littérature africaine — surtout en Europe — commencent à fleurir.
Achebe publie un essai intitulé Where Angels Fear to Tread dans le numéro de décembre 1962 de Nigeria Magazine en réaction aux critiques que le travail africain recevait de la part d'auteurs internationaux. L'essai fait la distinction entre le critique hostile (entièrement négatif), le critique émerveillé (entièrement positif) et le critique conscient (qui cherche un équilibre). Il s'en prend à ceux qui critiquent les écrivains africains de l'extérieur, disant : "aucun homme ne peut comprendre un autre dont il ne parle pas la langue (et 'langue'ici ne signifie pas simplement des mots, mais la vision du monde entière d'un homme). En septembre 1964, il assiste à la conférence sur la littérature du Commonwealth à l'Université de Leeds, présentant son essai The Novelist as Teacher.

### La Flèche de Dieu(1964-1966)
Le troisième livre d'Achebe, Arrow of God (La Flèche de Dieu), est publié en 1964. L'idée du roman vient en 1959, lorsque Achebe entend l'histoire d'un chef prêtre emprisonné par un administrateur de district. Il trouve une inspiration supplémentaire un an plus tard lorsqu'il voit une collection d'objets igbos excavés de la région par l'archéologue Thurstan Shaw ; Achebe est surpris par la sophistication culturelle des artefacts. Lorsqu'une connaissance lui montre une série de documents d'officiers coloniaux, Achebe combine ces fils de l'histoire et commence à travailler sur Arrow of God. Comme les œuvres précédentes d'Achebe, le roman est vivement salué par les critiques.
Tout comme ses prédécesseurs, l'œuvre explore les intersections de la tradition igbo et du christianisme européen. Situé dans le village d'Umuaro au début du XXe siècle, le roman raconte l'histoire d'Ezeulu, un chef prêtre d'Ulu. Choqué par la puissance de l'impérialisme britannique dans la région, il ordonne à son fils d'apprendre les secrets des étrangers. Ezeulu est consumé par la tragédie qui en résulte.

### A Man of the People(1966-1967)
Le quatrième roman d'Achebe, A Man of the People, est publié en 1966. Une satire sombre se déroulant dans un État africain non nommé qui vient d'obtenir son indépendance, le roman suit un enseignant nommé Odili Samalu du village d'Anata qui s'oppose à un ministre corrompu de la Culture nommé Nanga pour son siège au Parlement. Peu de temps après, l'officier de l'armée nigériane Chukwuma Kaduna Nzeogwu prend le contrôle de la région nord du pays dans le cadre du coup d'État nigérian de 1966. Les commandants dans d'autres régions échouent, et le coup d'État est suivi d'une répression militaire. Peu de temps après, un massacre de trois mille personnes de la région est du pays vivant dans le nord a lieu, et des récits d'autres attaques contre des Nigérians igbos commencent à filtrer jusqu'à Lagos.
La fin de son roman attire l'attention des forces armées nigérianes, qui le soupçonnent d'avoir eu connaissance du coup d'État. Lorsqu'il apprend la poursuite, il envoie sa femme (qui est enceinte) et ses enfants sur un bateau misérable à travers une série de criques invisibles jusqu'au bastion oriental de Port Harcourt. Ils arrivent sains et saufs, mais Christie fait une fausse couche à la fin du voyage. Chinua les rejoint peu de temps après à Ogidi. Ces villes sont à l'abri de l'incursion militaire car elles se trouvent dans le sud-est, une partie de la région qui fera plus tard sécession.
Une fois que la famille se réinstalle à Enugu, Achebe et son ami Christopher Okigbo créent une maison d'édition appelée Citadel Press pour améliorer la qualité et augmenter la quantité de littérature disponible pour les jeunes lecteurs. Une de ses premières soumissions est une histoire appelée How the Dog was Domesticated, que Achebe révise et réécrit, en en faisant une allégorie complexe des tumultes politiques du pays. Son titre final est How the Leopard Got His Claws.

## Style

### Tradition orale
Le style de la fiction d'Achebe s'inspire largement de la tradition orale du peuple Igbo. Il intègre des contes populaires dans ses récits, exposant les valeurs communautaires tant dans le contenu que dans la forme de la narration. Par exemple, le conte sur la Terre et le Ciel dans Things Fall Apart met en avant l'interdépendance du masculin et du féminin . Bien que Nwoye apprécie d'entendre sa mère raconter le conte, le désamour d'Okonkwo pour celui-ci est une preuve de son déséquilibre.
Achebe utilise des proverbes pour décrire les valeurs de la tradition rurale Igbo. Il les inclut tout au long des récits, répétant des points abordés dans la conversation. La critique Anjali Gera note que l'utilisation de proverbes dans Arrow of God « sert à créer, par un effet d'écho, le jugement d'une communauté sur une violation individuelle ». L'utilisation d'une telle répétition dans les romans urbains d'Achebe, No Longer at Ease et A Man of the People, est moins prononcée.
es nouvelles d'Achebe ne sont pas aussi largement étudiées que ses romans, et l'auteur lui-même ne les considérait pas comme une partie majeure de son œuvre. Dans la préface de Girls at War and Other Stories, il écrit : « Douze œuvres en vingt ans doivent être considérées comme une récolte plutôt maigre, selon toute estimation » . Comme ses romans, les nouvelles sont fortement influencées par la tradition orale. Elles ont souvent des morales mettant en avant l'importance des traditions culturelles, influencées par les contes populaires.

### Utilisation de l'anglais
Lors de la décolonisation dans les années 1950, un débat sur le choix de la langue a éclaté et a poursuivi les auteurs à travers le monde. Le travail d'Achebe est scruté pour son sujet, son insistance sur un récit non colonial et son utilisation de l'anglais. Dans son essai « L'anglais et l'écrivain africain », Achebe discute de la manière dont le processus de colonialisme - malgré tous ses maux - a fourni aux peuples colonisés de différents milieux linguistiques « une langue avec laquelle se parler ». Comme son but est de communiquer avec les lecteurs à travers le Nigeria, il utilise « la seule langue centrale bénéficiant d'une monnaie nationale ». L'utilisation de l'anglais lui a également permis que ses livres soient lus dans les nations coloniales dirigeantes.
Dans un autre essai, il fait référence à la lutte de James Baldwin pour utiliser la langue anglaise pour représenter avec précision son expérience et sa réalisation qu'il devait prendre le contrôle de la langue et l'élargir. LLes romans d'Achebe ont été une base pour ce processus ; en modifiant la syntaxe, l'usage et l'idiome, il a transformé la langue en un style distinctement africain. À certains endroits, cela prend la forme de la répétition d'une idée Igbo dans le langage anglais standard ; ailleurs, cela apparaît sous forme d'incises narratives intégrées dans des phrases descriptives.

## Thèmes
Dans ses premiers écrits, une représentation de la culture Igbo elle-même est primordiale. Le critique Nahem Yousaf souligne l'importance de ces représentations : « Autour des histoires tragiques d'Okonkwo et d'Ezeulu, Achebe entreprend de textualiser l'identité culturelle igbo ». Certains éléments de la description par Achebe de la vie Igbo dans Things Fall Apart correspondent à ceux du récit autobiographique d'Olaudah Equiano. Répondant aux accusations selon lesquelles Equiano n'était pas réellement né en Afrique, Achebe a écrit en 1975 : « Equiano était un Igbo, je crois, du village d'Iseke dans la division d'Orlu au Nigeria ».

### Tradition et colonialisme
Un thème prévalent dans les romans d'Achebe est l'intersection de la tradition africaine (en particulier les variétés Igbo) et de la modernité, surtout incarnée par le colonialisme européen. Par exemple, le village d'Umuofia dans Things Fall Apart est violemment secoué par des divisions internes à l'arrivée des missionnaires chrétiens blancs. Le professeur nigérian de littérature anglaise Ernest N. Emenyonu décrit l'expérience coloniale dans le roman comme « l'émasculation systématique de toute la culture ».
L'impact colonial sur les Igbo dans les romans d'Achebe est souvent affecté par des individus venant d'Europe, mais les institutions et les bureaux urbains servent fréquemment un objectif similaire. Le personnage d'Obi dans No Longer at Ease succombe à la corruption de l'époque coloniale dans la ville ; les tentations de sa position submergent son identité et sa force. Après avoir montré son sens de la représentation de la culture traditionnelle Igbo dans Things Fall Apart, Achebe démontre dans No Longer at Ease sa capacité à dépeindre la vie nigériane moderne.
a fin standard d'Achebe entraîne la destruction d'un individu, ce qui conduit à la chute de la communauté. La descente d'Odili dans le luxe de la corruption et de l'hédonisme dans A Man of the People, par exemple, est symbolique de la crise postcoloniale au Nigeria et ailleurs. Même en mettant l'accent sur le colonialisme, les fins tragiques d'Achebe incarnent la confluence traditionnelle du destin, de l'individu et de la société, telle que représentée par Sophocle et Shakespeare.

### Masculinité et féminité
Les rôles de genre des hommes et des femmes, ainsi que les conceptions sociales des concepts associés, sont des thèmes fréquents dans les écrits d'Achebe. Il a été critiqué comme un auteur sexiste, en réponse à ce que beaucoup appellent la représentation non critique de la société Igbo traditionnellement patriarcale, où les hommes les plus masculins prennent de nombreuses femmes et les femmes sont régulièrement battues. Paradoxalement, la société Igbo valorise énormément la réussite individuelle, mais considère également la propriété ou l’acquisition des femmes comme un signe de réussite. La spécialiste des études africaines Rose Ure Mezu suggère qu'Achebe représente la vision limitée du genre des personnages, ou qu'il a délibérément créé des binaires de genre exagérés pour rendre l'histoire des Igbo reconnaissable aux lecteurs internationaux. À l'inverse, la chercheuse Ajoke Mimiko Bestman a déclaré que lire Achebe à travers le prisme du féminisme est « un concept afrocentrique forgé à partir du féminisme mondial pour analyser la condition des femmes noires africaines » qui reconnaît l'oppression patriarcale des femmes et met en évidence la résistance et la dignité des femmes. femmes africaines, ce qui permet de comprendre les conceptions igbo de la complémentarité des genres.

## Influence et héritage

### Aperçu
Achebe est considéré comme l'écrivain le plus dominant et le plus influent de la littérature africaine moderne , et a été appelé le « père de la littérature africaine » , le « père fondateur de la littérature africaine », et le « père du roman africain en anglais » . Achebe a rejeté les descriptions telles que condescendantes et eurocentriques, qualités que son travail cherchait à critiquer en premier lieu. Il a contré les descriptions blanches de lui-même en affirmant que « l'éducation fait défaut chez la plupart de ceux qui pontifient » . Things Fall Apart a été décrit comme le livre le plus important de la littérature africaine moderne  et a été décrit comme son chef-d'œuvre par le critique Dwight Garner. Vendu plus de 20 millions d'exemplaires dans le monde, il a été traduit en 57 langues, faisant d'Achebe l'auteur africain le plus traduit, étudié et lu . Son héritage en tant qu'écrivain est particulièrement unique en ce qui concerne son impact substantiel non seulement sur la littérature africaine mais également sur la littérature occidentale .
Lors de la cérémonie de remise de son diplôme honorifique de l'Université de Kent, le professeur Robert Gibson a déclaré que l'écrivain nigérian "est désormais vénéré comme Maître par la jeune génération d'écrivains africains et c'est vers lui qu'ils se tournent régulièrement pour trouver conseil et inspiration".
En dehors de l’Afrique, l’impact d’Achebe résonne fortement dans les cercles littéraires. La romancière Margaret Atwood l'a appelé « un écrivain magique, l'un des plus grands du XXe siècle ». La poète Maya Angelou a salué Things Fall Apart comme un livre dans lequel « tous les lecteurs rencontrent leurs frères, sœurs, parents et amis et eux-mêmes le long des routes nigérianes ». La lauréate du prix Nobel Toni Morrison a noté que le travail d'Achebe l'a inspirée à devenir écrivain et "a déclenché son histoire d'amour avec la littérature africaine".

### Prix et distinctions
Achebe a reçu plus de 30 diplômes honorifiques d'universités du Nigeria, du Canada, d'Afrique du Sud, du Royaume-Uni et des États-Unis, notamment du Dartmouth College, de Harvard et de Brown. Parmi ses autres distinctions figurent le premier Prix de poésie du Commonwealth (1972) ; l'Ordre national du mérite du Nigéria, l'Ordre de la République fédérale (1979) ; une bourse honoraire de l'Académie américaine des arts et des lettres (1982); le Prix littéraire de Saint-Louis (1999) ; le Prix de la paix du commerce du livre allemand (2002) ; le Prix international Man Booker (2007) ; et le prix Dorothy et Lillian Gish (2010). En 1992, il est devenu le premier écrivain vivant à être représenté dans la collection Everyman's Library (réimpressions de littérature classique) publiée par Alfred A. Knopf . Il a été nommé ambassadeur de bonne volonté par le Fonds des Nations Unies pour la population en 1999.
En 2011, Achebe s'est de nouveau vu proposer le poste de commandant de la République fédérale, mais il l'a refusé, affirmant que « les raisons du rejet de l'offre lorsqu'elle a été faite pour la première fois n'ont pas été abordées et encore moins résolues. Il est inapproprié de me la proposer à nouveau ». Le président de l'époque, Goodluck Jonathan, a affirmé que le refus d'Achebe était regrettable et pouvait avoir été influencé par de la désinformation, mais a déclaré qu'il le tenait toujours en haute estime.

### Mémoriaux et reconnaissance
Le Bard College a fondé le Chinua Achebe Center en 2005, pour « créer des projets dynamiques pour les plus talentueux d'une nouvelle génération d'écrivains et d'artistes d'origine africaine », ainsi qu'une bourse Chinua Achebe en études mondiales africaines. Achebe a été fait "Ugonabo" d'Ogidi, un chef nigérian, par les habitants de sa ville natale ancestrale en 2013. Dans la culture Igbo, prendre un titre tel que celui-ci est la plus haute distinction qu’un homme puisse recevoir. À l'occasion du 86e anniversaire d'Achebe en 2016, de jeunes écrivains de l'État d'Anambra ont lancé le festival littéraire Chinua Achebe. En décembre 2019, un buste commémoratif commémorant Achebe et l'ouverture du tribunal littéraire de Chinua Achebe a été dévoilé à l'Université du Nigéria à Nsukka. Achebe a été honoré comme Grand Prix de la Mémoire de l'édition 2019 du Grand Prix des Associations Littéraires.

## Écrits

### Romans
- Things Fall Apart (1958)Publié en français sous le titre Tout s'effondre, Paris, Éditions Présence africaine, 1966 ; réédition dans une nouvelle traduction sous le titre Tout s'effondre, Arles, Actes Sud, coll. « Lettres africaines », 2013  (ISBN 978-2-330-02441-3)
- No Longer at Ease (1960)[163]Publié en français sous le titre Le Malaise, Paris, Éditions Présence africaine, coll. « Écrits », 1974
- Arrow of God (1964)Publié en français sous le titre La Flèche de Dieu, Paris, Éditions Présence africaine, coll. « Écrits », 1978  (ISBN 2-7087-0359-5)
- A Man of the People (1966)Publié en français sous le titre Le Démagogue, Dakar, Nouvelles éditions africaines, 1977  (ISBN 2-7236-0175-7)
- Anthills of the Savannah (1988)Publié en français sous le titre Les Termitières de la savane, Paris, Éditions P. Belfond, coll. « Littérature étrangère », 1990  (ISBN 2-7144-2447-3) ; réédition, Paris, UGE, coll. « 10/18. Domaine étranger » no 2479, 1994  (ISBN 2-264-01808-9) ; rééd. Les Belles Lettres, coll. Domaine étranger, Paris, 290 p., 2024  (ISBN 978-2251455334)

### Recueils de nouvelles
- Mariage Is a Private Affair (1952)
- Death Men's Path (1953)
- The Sacrificial Egg and Other Stories (1962)
- Civil Peace (1971)
- Girls at War and Other Stories (1973)Publié en français sous le titre Femmes en guerre et autres nouvelles, Paris, Hatier, coll. « Monde noir poche », 1985  (ISBN 2-218-05735-2)
- African Short Stories (1984)

### Poésie
- Beware, Soul-Brother, and Other Poems (1971) - prix du Commonwealth 1972
- Christmas at Biafra, and Other Poems (1973)
- Don't Let Him Die: An Anthology of Memorial Poems for Christofer Okigbo (1978) - éditeur en collaboration avec Dubem Okafor
- Aka Weta: An Anthology of Igbo Poetry (1982) - coauteur
- Annoter Africa (1998)

### Ouvrages de littérature d'enfance et de jeunesse
- Chike and the River (1966)
- How the Leopard Got His Claws (1972) - avec John Iroaganachi
- Morning Yet on Creation Day (1975)
- The Flute (1975)
- The Drum (1978)

### Essais et autres publications
- The Novelist as Teacher (1965)
- An Image of Africa: Racism in Conrad's "Heart of Darkness" (1975)
- Morning Yet on Creation Day (1975)
- The Trouble With Nigeria (1984)
- Hopes and Impediments (1988)
- Home & Exile (2000)
- The Education of a British-Protected Child (2009)Publié en français sous le titre Éducation d'un enfant protégé par la Couronne, Paris, Actes Sud, coll. « Lettres africaines », 2013  (ISBN 978-2-330-01271-7)
- There Was a Country: A Personal History of Biafra (2012)